# Réseau Clos
Dans le domaine des télécommunications, un réseau Clos est un réseau commuté à plusieurs niveaux. Il a été formalisé en premier par Charles Clos en 1952 aux Bell Labs. Il représente un réseau téléphonique idéal à plusieurs niveaux. L'avantage de ce type de réseau est de permettre de dépasser la limite en capacité d'un seul commutateur de type crossbar (en) en augmentant le nombre de ces commutateurs plutôt qu'en augmentant la capacité d'un commutateur ; cela limite l'impact financier. Les réseaux Clos étaient importants au début de la commutation téléphonique automatique basée sur la commutation électromécanique. Ils ont perdu de l'importance avec l'évolution vers une commutation de type VLSI où l’interconnexion est basée soit directement sur des circuits intégrés en silicium ou sur un faible nombre de cartes en cluster. Avec l’avènement des data centers complexes, notamment utilisant la communication serveur-serveur (dite Est-Ouest par opposition à la communication Client-Serveur dite Nord-Sud), ce type d'architecture redevient important pour limiter les besoins en liens fibres optiques entre switches.

## Architecture
Les réseaux Clos sont architecturés en trois niveaux : ingress (entrée) , middle (intermédiaire) et egress (sortie). Chaque étage est construit avec un certain nombre de switches en crosssbar (voir diagramme), appelés souvent crossbars. Chaque appel entrant dans un commutateur ingress peut être routé via un commutateur middle vers le commutateur egress correspondant à la destination. Un commutateur middle n'est utilisable que si le lien ingress-middle et le lien middle-egress sont disponibles. 